# Indira Devi de Kapurthala
Indira Devi de Kapurthala (1912-1979), surnommée princesse de la radio (Radio Princess), est une mondaine et princesse indienne, petite-fille aînée du maharaja Jagatjit Singh de l'État princier de Kapurthala au Pendjab, en Inde britannique.

## Biographie
Elle naît le 26 février 1912 à Kapurthala. Elle est la fille du prince sikh Paramjit Singh et de son épouse hindoue rajput Brinda Devi (en),. Elle est l'aînée de leurs trois filles et l'aînée des petits-enfants du maharaja Jagatjit Singh de l'État princier de Kapurthala au Pendjab, en Inde britannique. En bas âge, elle ne grandit pas jusqu'à ce qu'elle soit nourrie au lait de chèvre et en 1919, elle attrape la rougeole avec ses sœurs.
À l'âge de 23 ans, Indira Devi se rend secrètement à Londres pour devenir actrice, ne le disant qu'à ses deux sœurs, et s'inscrit à la Royal Academy of Dramatic Art. Pendant une brève période, elle travaille pour London Films avec Alexander Korda, et en 1938, elle apparaît sur scène pour la première fois, lorsqu'elle joue le rôle d'une esclave turque.
Au début de la Seconde Guerre mondiale, Indira Devia passe les examens d'ambulancière et se qualifie pour les premiers secours. Elle transporte ensuite des blessés pendant le Blitz.
En 1941, elle est recrutée comme correspondante politique de George Orwell, pour l'équipe indienne de la BBC. Elle y devient une animatrice régulière de l'émission The Debate Continues (Le débat se poursuit) de la Chambre des communes, et Hello Punjab (en) (Bonjour le Pendjab), une émission en hindoustani destinée à l'armée indienne britannique. Avec Narayana Menon (en), elle anime les programmes musicaux du service indien de la radio.
En 1943, elle est nommée à titre permanent au sein de la division des services d'outre-mer de la BBC et, en 1951, elle réalise un reportage sur le 30e anniversaire des élections générales de 1921 en Irlande du Nord (en).